# Mitchell (Unternehmen)
Die K.K. Mitchell (jap. 株式会社ミッチェル, Kabushiki kaisha Mitcheru, engl. Mitchell Corporation) ist ein japanischer Computerspiel-Entwickler.

## Geschichte
Das Unternehmen wurde am 1. Februar 1960 gegründet und betrieb zunächst Im- und Export. Nach dem Tod des Firmengründers übernahm sein Sohn Roy Ozaki zusammen mit Koichi Niida die Firma Ende der 1980er Jahre und richtete sie neu aus als Vertrieb für Arcade-Automaten kleinerer japanischer Hersteller wie Visco, Video Systems, Seta, Metro und Home Data im Westen.
Bekannt wurde Mitchell ab 1989 mit ihrem ersten selbstentwickelten Arcade-Spiel Pang, das mehrere Fortsetzungen hatte und auf diverse Heimcomputer und Konsolen portiert wurde. Erfolge gab es auch mit den Spielen Puzz Loop (1998, Arcade) und Polarium (2004, Nintendo DS).

## Entwickelte Spiele

### Pang-Reihe
Willkürlich auf den Bildschirm fallende Ballons müssen mit einer Harpune getroffen werden. Dabei spalten sich diese in mehrere kleine und kleinste Ballons, bis sie schließlich ganz verschwinden. Aus den Ballons herausfallende Objekte wie Früchte ergeben Extrapunkte. Hilfsmittel, wie eine Sanduhr, welche die Bewegungen der Ballons verlangsamt, eine Uhr, welche die Bewegung für eine Weile stoppt, Schutzmäntel oder Wasserpistolen stellen eine wertvolle Unterstützung bei der Bewältigung dar. Hilfreich erscheint auch das Treffen eines kleinen, blinkenden Ballons, der ebenfalls für einen Stillstand sorgt und es erlaubt, in dieser Zeit möglichst viele Ballons zu treffen. Es gibt insgesamt vier Versionen:

#### Pang!
Die erste Variante des Spiels führt in verschiedenen Levels den Spieler durch sämtliche Erdteile. So erscheint als Hintergrund eine bekannte Gegend, oder ein bekanntes Bauwerk.

#### Super Pang!
Eine Version, die zum bekannten Tour-Modus wahlweise einen Panic-Modus zum Spiel anbietet. Bei letzterem gilt es, die Aufgabe nach Level zu erfüllen. Am Ende eines Levels fällt ein Ballon herab, der mit jedem Aufschlag auf die Erde seine Funktion ändert. Entweder wird die Bewegung der Ballons für einen großzügig bemessenen Zeitraum gestoppt, oder es werden sämtliche, sich auf dem Bildschirm befindende Ballons vernichtet. Eine Verbesserung stellt die Echtzeitanzeige dar, die immer dann erscheint, wenn ein blinkender Ballon getroffen wird, um den Spieler über die Restzeit des Stopps zu informieren.

#### Pang! 3
Hier können zu den ebenfalls vorhandenen, zwei verschiedenen Spielmodi (Tour und Panic) insgesamt vier verschiedene Charaktere ausgewählt werden, die über unterschiedliche Fähigkeiten verfügen. Als Hintergrund erscheinen nun bekannte Gemälde bekannter Maler. Eine weitere Verbesserung stellt das Einbringen von Bomben-Ballons im Panic Modus dar. Das Treffen eines solchen Bomben-Ballons lässt sämtliche in der Umgebung befindliche Ballons verschwinden. Beim Vorhandensein mehrerer Bomben-Ballons wird mitunter eine Kettenreaktion ausgelöst.

#### Mighty! Pang
Die jüngste Version wartet mit einer noch schnelleren Grafik und verschiedenen, das Spiel erschwerende Features auf. So erscheinen transparente Ballons, die ein Blatt enthalten. Wird der Ballon getroffen, fällt das Blatt zu Boden und es entwächst eine Rasenschicht. Durch diese Anhebung wird die Spielfläche verkleinert und je mehr Blätter man zur Erde fallen lässt, umso höher steigt man empor. Mighty! Pang wird vom Hersteller Taito produziert.

### Puzz Loop
Dieses Spiel ist bekannter unter dem Namen Zuma und wird von verschiedenen Herstellern als Online-Spiel, oder als Java-Spiel für Mobiltelefone angeboten. Die Spielfigur in der Mitte kann sich um 360° drehen und farblich vorgelegte Kugeln in eine Schlange verschiedenfarbiger Kugeln schleudern, die sich spiralförmig langsam von außen nach innen bewegen. Wenn sich drei Kugeln derselben Farbe in der Schlange befinden, lösen sich diese auf. Dadurch wird das Vorankommen der Reihe verlangsamt, bzw. bei geschicktem und geübtem Spiel gänzlich vermieden. Erreicht die Schlange das Zentrum der Spirale, ist das Spiel verloren.